# Aplonis mysolensis
Aplonis mysolensis là một loài chim trong họ Sturnidae.